# (15874) 1996 TL66
(15874) 1996 TL66 è un asteroide del sistema solare; scoperto nel 1996, fu il primo oggetto ad essere riconosciuto come appartenente al disco diffuso, una regione periferica del sistema solare esterno.

## Storia
(15874) 1996 TL66 è stato scoperto nel 1996 da un gruppo di astronomi composto da David Jewitt, Jane Luu e Jun Chen; si trattava, all'epoca, del primo oggetto del disco diffuso conosciuto. Successivamente anche l'oggetto 1995 TL8, scoperto l'anno precedente, venne attribuito al disco diffuso.

## Parametri orbitali
L'orbita di (15874) 1996 TL66 è caratterizzata da un semiasse maggiore di 85,33 UA.
Il diametro del planetoide è attualmente stimato attorno ai 630 km, grazie ad osservazioni ottiche e termiche.